# هاري بروس
هاري بروس (بالإنجليزية: Harry Bruce)‏ (1 مايو 1905 في المملكة المتحدة - ) هو مدرب كرة قدم ولاعب كرة قدم بريطاني في مركز الدفاع. لعب مع برمنغهام سيتي ونادي توركي يونايتد ونادي روتشديل ونادي ريدنغ ونادي غيلينغهام ودورهام سيتي ‏ وColwyn Bay F.C. ‏ وبيشوب أوكلاند ‏ ودارلينجتون إف سى.